# روزانا سادویان
روزانا روبرتی سادویان (ارمنی: Ռուզաննա Ռոբերտի Սադոյան؛ انگلیسی: Ruzanna Sadoyan؛ زادهٔ ۴ دسامبر ۱۹۶۷) زیست‌شناس و دانشیار اهل ارمنستان است.

## زندگی‌نامه
وی در ۴ دسامبر ۱۹۶۷ به دنیا آمد و از دانشگاه دولتی علوم پرورشی خاچاطور آبوویان ارمنستان (۱۹۹۱) و دانشگاه ملی علوم کشاورزی ارمنستان (۱۹۹۷) فارغ‌التحصیل گشت. 

## یادداشت
1. ↑  կենսաբանական գիտությունների դոկտոր